# Liste des Nations, dépendances et territoires d'outre-mer du Royaume-Uni par point culminant
Cette liste présente les points culminants des différentes divisions administratives du Royaume-Uni.

## Statistiques
Le Royaume-Uni est constitué de quatre nations constitutives sur les îles Britanniques : Angleterre, Écosse, Irlande du Nord et pays de Galles. Il possède également quatorze territoires d'outre-mer, sous pleine souveraineté britannique (dont une revendication territoriale en Antarctique, sur laquelle sa souveraineté n'est généralement pas reconnue). Trois dépendances de la Couronne (Guernesey, Jersey et l'île de Man) ne font pas partie du Royaume-Uni, mais le gouvernement britannique est responsable de leur défense et de leur représentation internationale. La liste suivante recense les points culminants de ces différentes entités territoriales.
Le point culminant du Royaume-Uni, tous territoires confondus, est le mont Hope, sur le territoire antarctique britannique (3 239 m). Le point culminant du pays qui ne soit pas situé sur une revendication territoriale est le mont Paget, sur l'île de Géorgie du Sud (2 935 m). Le point culminant qui ne soit pas situé sur un territoire contesté par un autre pays est le Queen Mary's Peak, sur l'Île Tristan da Cunha (2 062 m). Les îles Britanniques, quant à elles, culminent à 1 345 m au Ben Nevis, en Écosse.

## Liste
La liste suivante recense les points culminants des différentes entités territoriales du Royaume-Uni.
| #  | Sommet              | Entité                                       | Altitude (m) | Coordonnées                         | Image |
| -- | ------------------- | -------------------------------------------- | ------------ | ----------------------------------- | ----- |
| 1  | Mont Hope           | Territoire antarctique britannique           | 3 239        | 69° 45′ 35″ sud, 64° 33′ 19″ ouest  |       |
| 2  | Mont Paget          | Géorgie du Sud-et-les îles Sandwich du Sud   | 2 935        | 54° 26′ 01″ sud, 36° 33′ 36″ ouest  |       |
| 3  | Queen Mary's Peak   | Sainte-Hélène, Ascension et Tristan da Cunha | 2 062        | 37° 06′ 40″ sud, 12° 17′ 18″ ouest  |       |
| 4  | Ben Nevis           | Écosse                                       | 1 345        | 56° 47′ 49″ nord, 5° 00′ 13″ ouest  |       |
| 5  | Mont Snowdon        | Pays de Galles                               | 1 085        | 53° 04′ 07″ nord, 4° 04′ 34″ ouest  |       |
| 6  | Soufrière           | Montserrat                                   | 1 050        | 16° 43′ 00″ nord, 62° 11′ 00″ ouest |       |
| 7  | Scafell Pike        | Angleterre                                   | 978          | 54° 27′ 15″ nord, 3° 12′ 42″ ouest  |       |
| 8  | Slieve Donard       | Irlande du Nord                              | 850          | 54° 10′ 44″ nord, 5° 55′ 08″ ouest  |       |
| 9  | Mont Usborne        | Îles Malouines                               | 705          | 51° 42′ 05″ sud, 58° 49′ 29″ ouest  |       |
| 10 | Snaefell            | Île de Man                                   | 621          | 54° 15′ 48″ nord, 4° 27′ 42″ ouest  |       |
| 11 | Mont Sage           | Îles Vierges britanniques                    | 521          | 18° 24′ 35″ nord, 64° 39′ 21″ ouest |       |
| 12 | Rocher de Gibraltar | Gibraltar                                    | 426          | 36° 07′ 28″ nord, 5° 20′ 35″ ouest  |       |
| 13 | Pawala Valley Ridge | Îles Pitcairn                                | 347          | 25° 04′ 06″ sud, 130° 06′ 45″ ouest |       |
| 14 | Lieu sans nom       | Akrotiri et Dhekelia                         | 296          | 34° 42′ 22″ nord, 32° 50′ 19″ est   |       |
| 15 | Les Platons         | Jersey                                       | 136          | 49° 14′ 52″ nord, 2° 06′ 17″ ouest  |       |
| 16 | Le Moulin           | Guernesey                                    | 114          | 49° 25′ 52″ nord, 2° 21′ 44″ ouest  |       |
| 17 | Town Hill           | Bermudes                                     | 79           | 32° 19′ 00″ nord, 64° 44′ 00″ ouest |       |
| 18 | Crocus Hill         | Anguilla                                     | 73           | 18° 12′ 43″ nord, 63° 04′ 14″ ouest |       |
| 19 | Blue Hills          | Îles Turques-et-Caïques                      | 49           | 21° 47′ 58″ nord, 72° 17′ 44″ ouest |       |
| 20 | The Bluff           | Îles Caïmans                                 | 43           | 19° 44′ 33″ nord, 79° 44′ 34″ ouest |       |
| 21 | Diego Garcia        | Territoire britannique de l'océan Indien     | 2            | 7° 18′ sud, 72° 26′ est             |       |